# Condécourt
Condécourt är en kommun i departementet Val-d'Oise i regionen Île-de-France i norra Frankrike. Kommunen ligger i kantonen Vigny som tillhör arrondissementet Pontoise. År 2022 hade Condécourt 557 invånare.

## Befolkningsutveckling
Antalet invånare i kommunen Condécourt
| Referens: INSEE |